# Mathara in Proconsulari
Mathara in Proconsulari (łac. Diocesis Matharensis in Proconsulari) – stolica historycznej diecezji w Cesarstwie rzymskim w prowincji Afryka Prokonsularna, sufragania metropolii Kartagina.  Współcześnie miejscowość Matir w gubernatorstwie Bizerta w Tunezji. Obecnie katolickie biskupstwo tytularne.

## Biskupi tytularni
| Lp. | Biskup                    | Funkcja                                 | Od                   | Do              |
| --- | ------------------------- | --------------------------------------- | -------------------- | --------------- |
| 1   | Mathurin Guillemé         | wikariusz apostolski Niassy (Malawi)    | 24 lutego 1911       | 7 kwietnia 1942 |
| 2   | Laurent-François Déprimoz | wikariusz apostolski Kabgayi (Rwanda)   | 12 stycznia 1943     | 5 kwietnia 1962 |
| 3   | Raymond Ndudi             | biskup pomocniczy Bomy (Zair)           | 2 lipca 1962         | 9 lutego 1967   |
| 4   | Ramón Daumal Serra        | biskup pomocniczy Barcelony (Hiszpania) | 22 października 1968 | 10 lutego 2008  |
| 5   | William Justice           | biskup pomocniczy San Francisco (USA)   | 10 kwietnia 2008     |                 |